# Réserve naturelle régionale d'Errota Handia
La  réserve naturelle régionale d’Errota Handia   (RNR 154) est une réserve naturelle régionale (RNR) située en Nouvelle-Aquitaine. Créée en 2001 sous forme d'une réserve naturelle volontaire (RNV), elle a été reclassée en 2008 en RNR et couvre une superficie de 9,53 hectares. Elle protège l'étang d'Errota Handia et les milieux environnants.

## Localisation

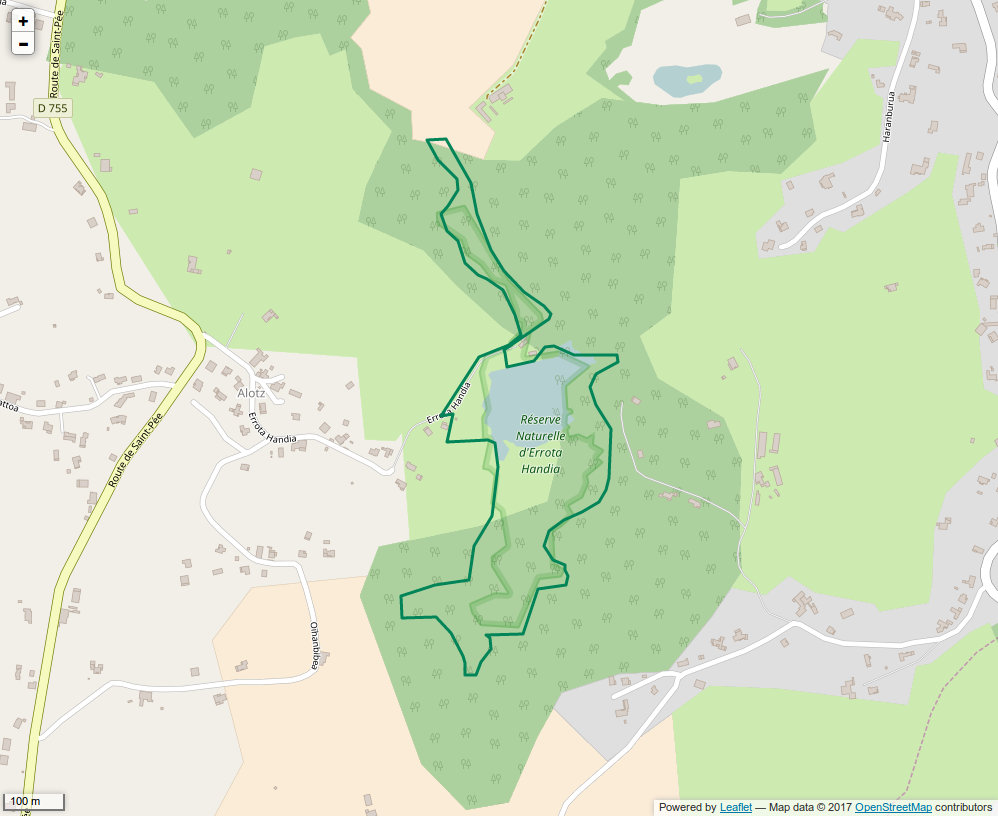
Périmètre de la réserve naturelle.

Le territoire de la réserve naturelle se situe sur la commune d'Arcangues dans le département des Pyrénées-Atlantiques et la région Nouvelle-Aquitaine. À moins de 10 km du littoral, il comprend l'étang homonyme (2 ha), en tête du bassin versant de l’Uhabia ainsi qu'une partie du ruisseau d’Alotz qui le traverse. Le nom « Errota handia » signifie « grand moulin » en langue basque.

## Histoire du site et de la réserve
Le moulin, du XVIIe siècle figure sur un dessin du livre « Pêches et chasses zoologiques » de 1893 de Léopold de Folin. Il a été en activité jusqu’au milieu des années 1930 et était alimenté par une retenue d’eau de 7 ha. 
L'étang est la propriété de Jean-François Terrasse, ornithologue, cofondateur avec son frère Michel du Fonds d'Intervention pour les Rapaces (FIR) de la LPO. Le classement du site fait suite à la volonté de son propriétaire et du CEN Aquitaine de protéger l’étang et ses milieux associés. Les démarches aboutissent au classement en RNV en 2001, puis en réserve naturelle régionale en 2008.
La digue mesure 150 mètres de longueur avec une hauteur de 2 à 5 mètres. Elle a dû être consolidée à la suite des fortes inondations de 2007.

## Écologie (biodiversité, intérêt écopaysager…)
Outre l'étang, le site comprend des prairies humides et mésophiles, des mégaphorbiaies ainsi que des boisements (chênaies acidiphiles, saussaies marécageuses et aulnaies). On y dénombre 19 habitats différents.

### Flore
La flore du site compte 250 espèces végétales. Bien qu'aucune ne soit protégée, on peut citer l'Osmonde royale, le Charme, l'Androsème officinal et la Sanguisorbe officinale.

### Faune
La faune compte 320 espèces animales avec pour les mammifères, la présence du Vison d'Europe et du Putois. L'avifaune compte 140 espèces dont 27 figurent en annexe 1 de la directive européenne comme le Grèbe castagneux, l'Aigle botté, le Busard des roseaux et le Balbuzard pêcheur. On peut également rencontrer le Martin-pêcheur, le Héron cendré, le Milan noir, le Héron pourpré, les Cigognes noire et blanche, le Milan royal, le Bihoreau gris, la Bondrée apivore, l'Engoulevent d'Europe. Les reptiles comptent 7 espèces dont la Coronelle lisse, les amphibiens, 6 espèces.
Pour les invertébrés, le site accueille 38 espèces d'odonates dont l'Agrion de Mercure et la Cordulie à corps fin, 60 espèces de rhopalocères dont le Cuivré des marais, 82 espèces d'hétérocères et des insectes comme le Lucane cerf-volant et le Grand capricorne.

### Espèces invasives
Le Ragondin est régulé par des opérations de piégeage. La Jussie est présente sur le site. Son développement est suivi et son élimination se fait par extraction manuelle.

## Intérêt touristique et pédagogique
Il n'y a pas de visite libre sur cette propriété privée ; des visites guidées sont proposées par le CEN Aquitaine.

## Administration, plan de gestion, règlement
L’administration locale et la gestion de la réserve sont assurées par le Conservatoire d'espaces naturels d'Aquitaine. Le plan de gestion 2007-2011 est terminé.

### Outils et statut juridique
La réserve naturelle volontaire a été créée par un arrêté du 5 novembre 2001. Le classement en réserve naturelle régionale est intervenu par une délibération du 15 décembre 2008.